# Mafia PayPal
La « mafia PayPal » (en anglais : PayPal Mafia) est le surnom donné à un groupe informel d'anciens fondateurs et employés de l'entreprise PayPal, qui ont depuis fondé et/ou développé des sociétés technologiques, telles que Tesla, LinkedIn, Palantir Technologies, SpaceX, YouTube, Yelp ou encore Yammer.

## Historique
Le terme de « mafia PayPal » est utilisé pour la première fois en 2007 par le magazine Fortune, en appui d'une photographie montrant un groupe de 13 hommes liés à l'entreprise PayPal et habillés dans des vêtements évoquant des mafieux,.
Le groupe donne naissance au concept de « mafia » dans la tech, désignant des groupes d'employés d'une même entreprise, partis fonder d'autres start-ups. 

## Principaux membres
Parmi les membres fréquemment cités figurent :
- Jawed Karim, cofondateur de YouTube ;
- Jeremy Stoppelman (en), cofondateur et PDG de Yelp ;
- Andrew McCornack, directeur associé du restaurant Laïola ;
- Premal Shah (en), président de Kiva ;
- Luke Nosek, directeur associé de Founders Fund ;
- Ken Howery (en), directeur associé de Founders Fund ;
- David Sacks, PDG de Geni (en) (racheté par MyHeritage) et fondateur de Yammer ;
- Peter Thiel, PDG de Clarium Capital (en) et Founders Fund et cofondateur de Palantir Technologies ;
- Keith Rabois (en), vice-président de Slide et investisseur de YouTube et LinkedIn;
- Reid Hoffman, fondateur de LinkedIn ;
- Max Levchin, PDG de Slide et président de Yelp ;
- Roelof Botha (en), associé de Sequoia Capital ;
- Russel Simmons (en), directeur technique et cofondateur de Yelp ;
- Elon Musk, cofondateur de Zip2, OpenAI et Neuralink, fondateur de SpaceX et directeur général de Tesla ;
- Chad Hurley, cofondateur et ancien PDG de YouTube.

## Influence
On[Qui ?] leur attribue souvent le mérite d'avoir inspiré le Web 2.0 et la réémergence des entreprises Internet après l'éclatement de la bulle Internet en 2001.
En 2023, le site d'information Watson relève que les entrepreneurs issus de la mafia PayPal sont accusés de « droitiser » la Silicon Valley en véhiculant une culture d'entreprise conservatrice. Le trio composé de Peter Thiel, Elon Musk et David Sacks n'adhère pas « à ce paquet du progressisme, à cette culture d'entreprise bienveillante, comme l'inclusivité, la responsabilité sociale et l'activisme politique ». Ils seraient les marqueurs d'une « « droitisation », voire « extrême-droitisation » de la tech ».
En 2024, plusieurs membres de la « mafia PayPal » comme Elon Musk, Peter Thiel et David Sacks participent à la réélection de l'ancien président des États-Unis Donald Trump en finançant sa campagne présidentielle ou en utilisant leur influence sur les réseaux sociaux, notamment la plateforme X (anciennement Twitter),.